# Papa Gregório IX
Gregório IX (em latim: Gregorius IX), nascido Ugolino di Conti; (Anagni, c. 1145 – Roma, 22 de agosto de 1241)  foi o Papa da Igreja Católica e Soberano dos Estados Papais de 19 de março de 1227 até a data de sua morte. É conhecido por ter promulgado as Decretais e instituído a Inquisição Papal, em resposta ao fracasso das inquisições episcopais estabelecidas no tempo do Papa Lúcio III, por meio da bula papal Ad abolendam, emitida em 1184. Foi o autor da bula Vox in Rama.
Inicialmente atuou como cardeal, e após se tornar sucessor de Honório III, herdou plenamente as tradições de Gregório VII e de seu primo Inocêncio III, continuando com zelo a política de supremacia papal.

## Primeiros anos e educação
Ugolino (Hugo) nasceu em Anagni. A data de nascimento varia entre cerca de 1145 e 1170. Diz-se que estava "na casa dos noventa anos, senão perto dos cem" ao falecer. Recebeu educação nas universidades de Paris e Bolonha.
Foi criado Cardeal-diácono da igreja de Sant'Eustachio por seu primo Inocêncio III em dezembro de 1198. Em 1206, foi promovido a Cardeal-bispo de Óstia e Velletri. Tornou-se Decano do Colégio dos Cardeais em 1218 ou 1219. A pedido especial de São Francisco, em 1220, o Papa Honório III nomeou-o Cardeal protetor da ordem dos Franciscanos.
Como cardeal-bispo de Óstia, cultivou uma ampla rede de contatos, entre eles a rainha da Inglaterra.

## Pontificado
Gregório IX foi eleito no Conclave de 1227. Adotou o nome "Gregório" por ter assumido o cargo no mosteiro de São Gregório ad Septem Solia.
Logo em seus primeiros atos como papa, expandiu os poderes da Inquisição Medieval já conferidos a Konrad von Marburg para investigar heresia em toda a Alemanha.
Sua bula Parens scientiarum, de 1231, resolveu o conflito entre os estudiosos da Universidade de Paris e as autoridades locais, após a greve universitária de 1229. A bula é considerada a "magna carta" da universidade, ao assumir o controle papal direto sobre ela.
Em outubro de 1232, Gregório proclamou a Cruzada dos Stedinger, pregada no norte da Alemanha. Em junho de 1233, concedeu indulgência plenária aos participantes.
Ainda em 1233, estabeleceu a Inquisição Papal para sistematizar a repressão à heresia,  com a promulgação da bula Licet ad capiendos em 20 de abril de 1233, dirigida aos dominicanos, que passaram a liderar o trabalho de investigação, julgamento, condenação ou absolvição dos hereges. Segundo Thomas F. Madden, o objetivo seria garantir um processo legal objetivo em substituição à perseguição desorganizada promovida por tribunais e multidões locais. Contudo, Walter Ullmann afirma que todo o procedimento inquisitorial nega os princípios mais básicos da justiça natural.
Emitiu a bula Vox in Rama em várias cópias em 11 a 13 de Junho de 1233,  um texto que assegurava como reais cerimónias  secretas organizadas por hereges com a participação do Diabo.

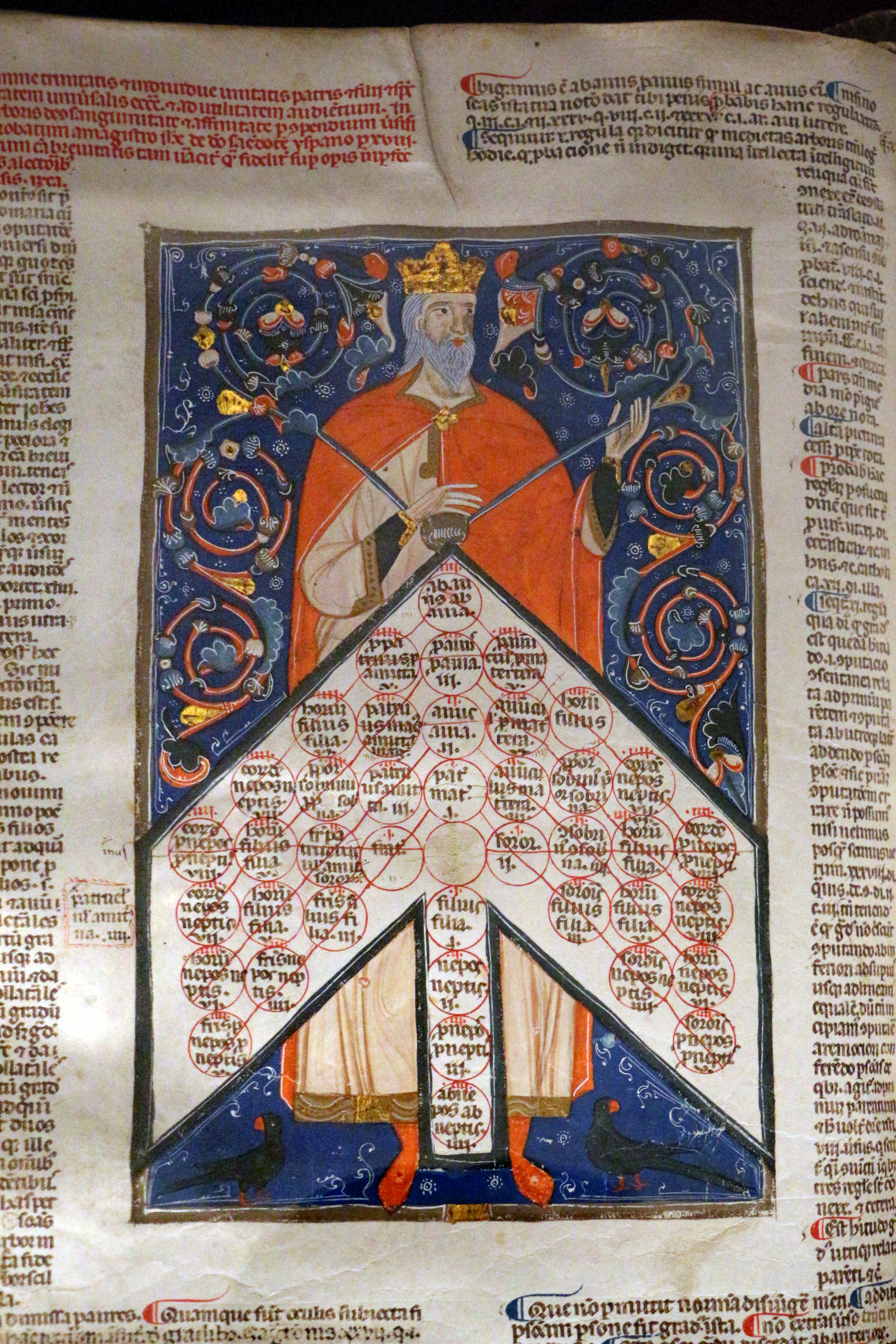
Página de uma cópia das Decretais de Gregório IX, século XIII

Gregório era jurista habilidoso e erudito. Em 1234, promoveu a publicação da Nova Compilação de Decretais, a culminação de um processo de sistematização iniciado com o Decreto de Graciano em 1140. A coleção forneceu a base para a teoria jurídica papal.
Nessa obra, incorporou a doutrina da perpetua servitus iudaeorum (servidão perpétua dos judeus), vinculando-a ao direito canônico. Em 1234, também emitiu a bula Rachel suum videns convocando uma cruzada à Terra Santa, levando à Cruzada dos Barões de 1239.
Em 1239, sob influência de Nicolas Donin, ordenou a apreensão de todos os exemplares do Talmude, resultando na queima de cerca de 12 mil manuscritos em Paris, em 12 de junho de 1242.
Gregório IX apoiava as ordens mendicantes e era amigo de São Domingos e Clara de Assis. Em 17 de janeiro de 1235, aprovou a Ordem de Nossa Senhora das Mercês. Nomeou dez cardeais e canonizou Isabel da Hungria, Santo Antônio de Lisboa, São Domingos e Francisco de Assis.
Endossou as Cruzadas do Norte e ações para submeter os cristãos ortodoxos russos à autoridade papal. Em 1229, declarou que Finlândia estava sob sua proteção e em 1232 pediu tropas para protegê-la. Em 1237, conclamou uma cruzada contra os tavastianos que rejeitaram o cristianismo.

### Conflito com Frederico II

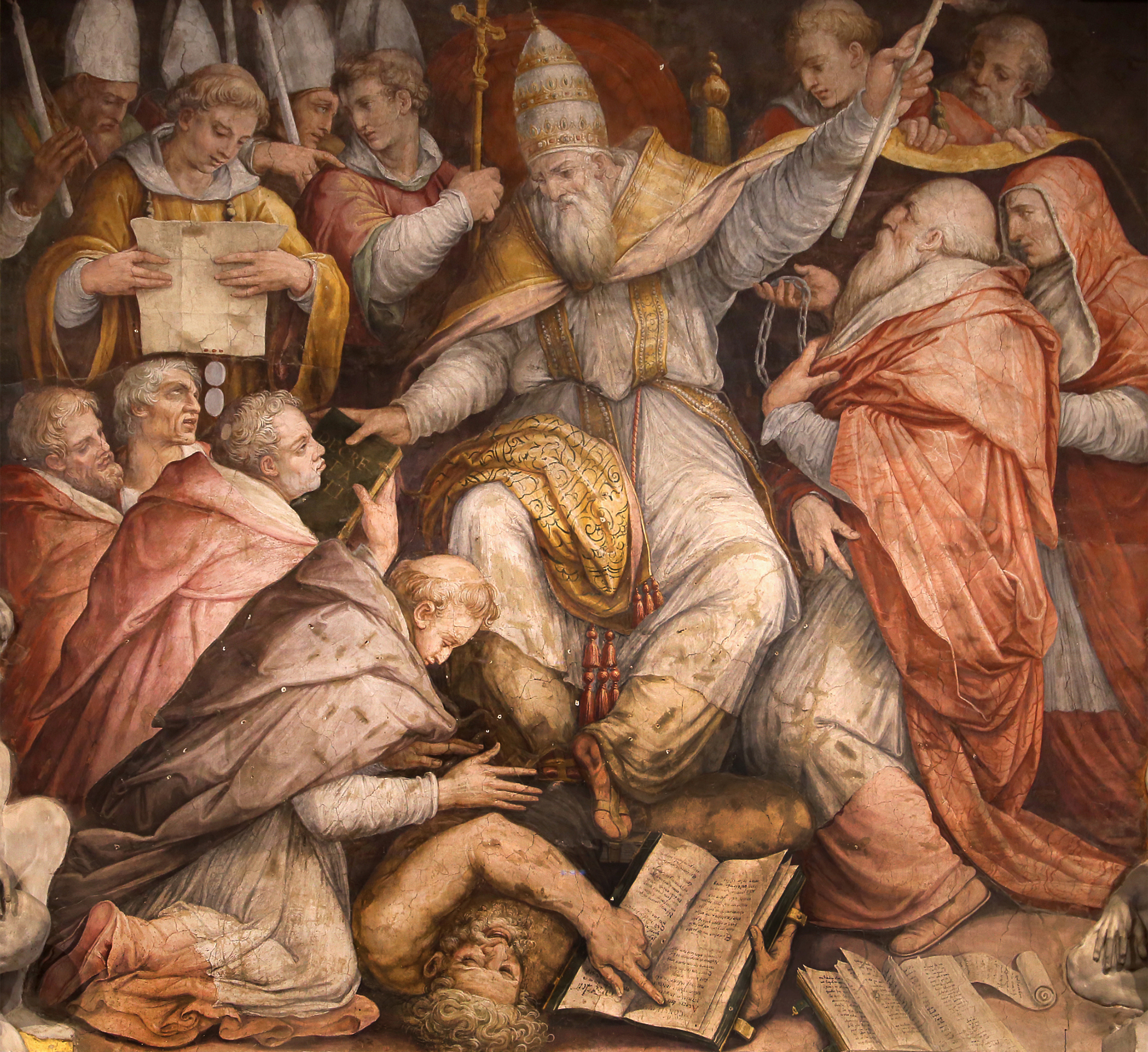
Afresco representando a excomunhão de Frederico II por Gregório IX

Gregório IX iniciou seu pontificado suspendendo o Imperador do Sacro Império Romano-Germânico Frederico II por retardar sua prometida participação na Sexta Cruzada. Após desentendimentos e excomunhão, Frederico foi à Terra Santa e reconquistou Jerusalém. Ao retornar, derrotou o exército papal e tentou reconciliar-se.
As tensões ressurgiram em 1239 com nova excomunhão e guerra. Gregório convocou um concílio em Roma. Frederico interceptou navios levando prelados ao sínodo. Em 1241, o arcebispo de Salzburgo, Eberardo II von Truchsees, declarou Gregório como o "anticristo".
Um pequeno chifre cresceu com olhos e boca proferindo grandes coisas, reduzindo três reinos — Sicília, Itália e Alemanha — à servidão, perseguindo os cristãos e os santos com intolerável oposição [...].
O conflito encerrou-se com a morte de Gregório IX em 22 de agosto de 1241. Seu sucessor, Papa Inocêncio IV, convocaria a cruzada contra os Hohenstaufen.